# Antonio Serrano Cueto
Antonio Serrano Cueto (Cádiz, 1965) es un poeta y narrador español.

## Biografía
Nació en Cádiz, ciudad en la que realizó buena parte de sus estudios. En 1990 se licenció en Filología Clásica por la Universidad de Sevilla y en 1993 se doctoró en la Universidad de Cádiz, donde ejerce como catedrático de Filología Latina. Además de sus publicaciones universitarias (destacan sus libros sobre los humanistas Fernando de Arce, Polidoro Virgilio y el epitalamio), es autor de libros de poesía, relatos y microrrelatos. Durante los años 2008-2011 colaboró con artículos de opinión en el periódico La voz de Cádiz.
Es hermano del también escritor y cineasta José Manuel Serrano Cueto.

## Obra
Biografía
- Italo Calvino. El escritor que quiso ser invisible, Sevilla, Fundación Lara, 2020.[5] Traducido al italiano: Italo Calvino. Lo scrittore che voleva essere invisibile, Milán, Mondadori, 2023.[6]

Poesía
- No quieras ver el páramo, Sevilla, Isla de Siltolá, 2010.[7]
- Son caminos, Madrid, Del Centro Editores, 2012. Libro de poemas con ilustraciones Manuel Morgado.
- Aún trémulo el ramaje, Sevilla, Isla de Siltolá, 2016.

Narrativa
- Fuera pijamas, Barcelona, Ayto. de Moncada – DeBarris, 2010.[8]
- Zona de incertidumbre, Sevilla, Paréntesis Editorial, 2011.[9][10]
- París en corto, Granada, Ediciones Valapaíso, 2015.[11]

Miscelánea
- Papeles secundarios, Sevilla, Isla de Siltolá, 2013[12]

Antologías
- Después de Troya. Microrrelatos hispánicos de tradición clásica, Palencia, Menoscuarto, 2015.

Participación en antologías, revistas y obras colectivas
- Litoral. La felicidad (2021).
- Tributo a Monterroso (1921-2003), eds. Javier Perucho, Rony Vásquez Guevara, Lima, Quarks Ediciones Digitales, 2021.
- Litoral. El automóvil. Poesía y arte sobre ruedas, nº 267 (2019).
- La música de las sirenas, ed. Javier Perucho, Toluca (México), Consejo Editorial de la Administración Pública Estatal, 2014.
- 201. Lado B, eds. José Donayre y David Roas, Lima, Ediciones Altazor, 2014.
- Estación Poesía (2014), Estación Poesía (2022).
- Campo de agramante 20 (2013), 25 (2016), 28 (2019).
- Quimera 360 (2013).
- DeAntología. La logia del microrrelato, eds. M. Espada - R. Alonso, Madrid, Talentura, 2013.
- Destellos en el cristal. Antología de microrrelatos de espejos, Internacional Microcuentista, publicación digital en línea, 2013.[13]
- Isla de Siltolá. Revista de poesía, ns. II (2010) y VII (2012).
- Antología del microrrelato español (1906-2011). El cuarto género narrativo, ed. I. Andrés-Suárez, Madrid, Editorial Cátedra, 2012.
- Mar de pirañas. Las nuevas voces del microrrelato español, ed. Fernando Valls, Palencia, Menoscuarto, 2012.
- Caleta. Literatura y pensamiento, nº especial dedicado a Carlos Edmundo de Ory, 2011.
- Caleta. Literatura y pensamiento, Letras del Mediterráneo, nº 17, 2016.
- Antología Grandes Microrrelatos 2011, Internacional Microcuentista, publicación digital en línea, 2011.
- Los microrrelatos de 'La nave de los locos', ed. Fernando Valls, Granada, Cuadernos del Vigía, 2010.

## Premios y menciones
- Premio de Microrrelatos El Basar de Moncada, 2009.[14]
- Finalista del Premio de Poesía Gerardo Diego para autores noveles, 2009.
- Ganador del premio Antonio Domínguez Ortiz de Biografía 2020, concedido por la Fundación Cajasol y la Fundación Lara, por el libro Italo Calvino. El escritor que quiso ser invisible[15]